# Trichopelma cubanum
Trichopelma cubanum är en spindelart som först beskrevs av Simon 1903.  Trichopelma cubanum ingår i släktet Trichopelma och familjen Barychelidae.
Artens utbredningsområde är Kuba. Inga underarter finns listade i Catalogue of Life.